# Mine d'or

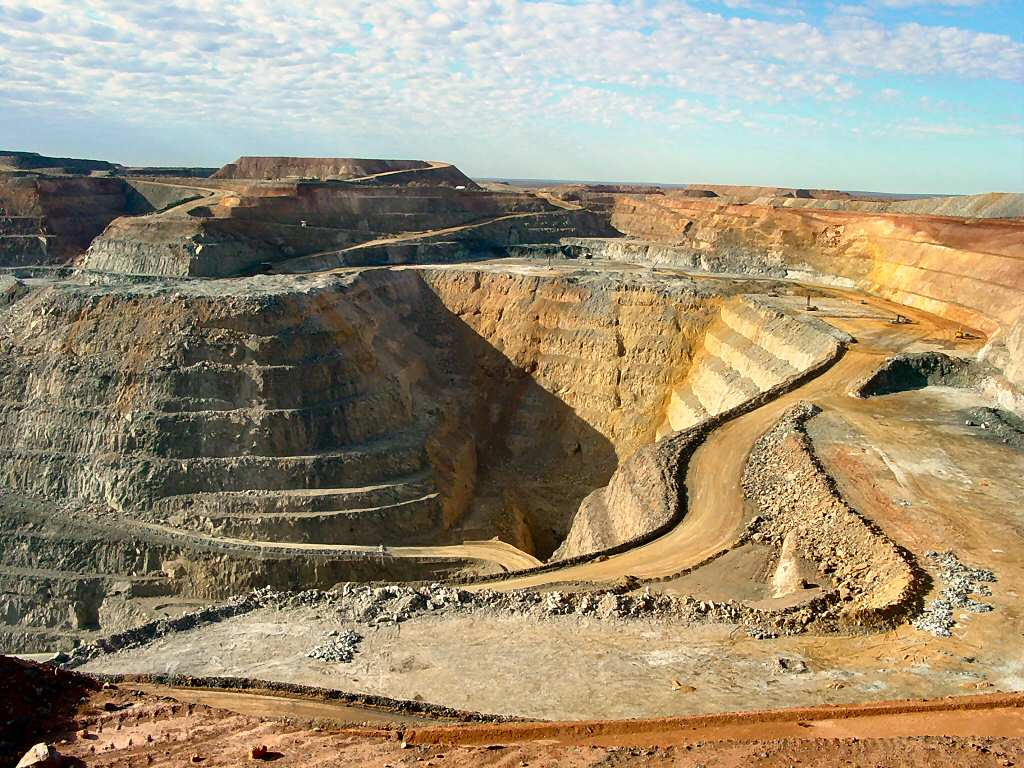
Super Pit gold mine, Australie.

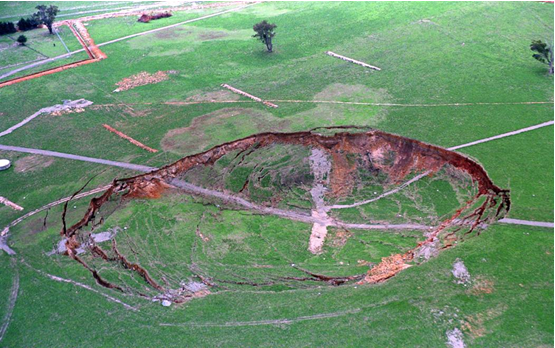
Effondrement minier survenu sur la mine d'Elura située à 600 km à l'ouest-nord-ouest de Sydney, qui exploitait un gisement découvert dans les années 1970. Les mineurs y extrayaient de l'or, de l'argent, de l'ilménite, du leucoxène (altération de l'ilménite), du zircon, du cuivre, du zinc et du plomb. L'effondrement s'est produit peu après le retrait des mineurs (et du matériel de chantier).

Une mine d'or est un site d'extraction ou gisement d'or. Cet or peut être natif ou inclus dans du minerai d'où l'on peut l'extraire. Différentes techniques existent pour extraire l'or soit du sous-sol (rocheux ou alluvial) soit de sédiments de cours d'eau.
Les mines d'or existent depuis plusieurs milliers d'années. Cette activité est devenue une industrie au XIXe siècle avec ce qu'on a appelé la fièvre de l'or et les ruées vers l'or. Des estimations officielles évoquent une production humaine mondiale totale de 155 000 tonnes d'or depuis le début de l’extraction. La demande en or reste élevée de la part de trois principaux secteurs : l'électronique, la bijouterie, et la finance comme objet de placement.
Certaines des techniques modernes d'exploitation ont des effets négatifs sur l'environnement et potentiellement sur la santé des personnels et des populations proches des sites : un certain nombre de sociétés minières sont régulièrement condamnées et suscitent la colère des autochtones. Une part de l'exploitation aurifère actuelle est en partie considérée comme illégale et donc mal mesurée. Elle alimente des systèmes mafieux de contrebande d'or, une exploitation des personnels et de nombreux désastres écologiques.

## Histoire

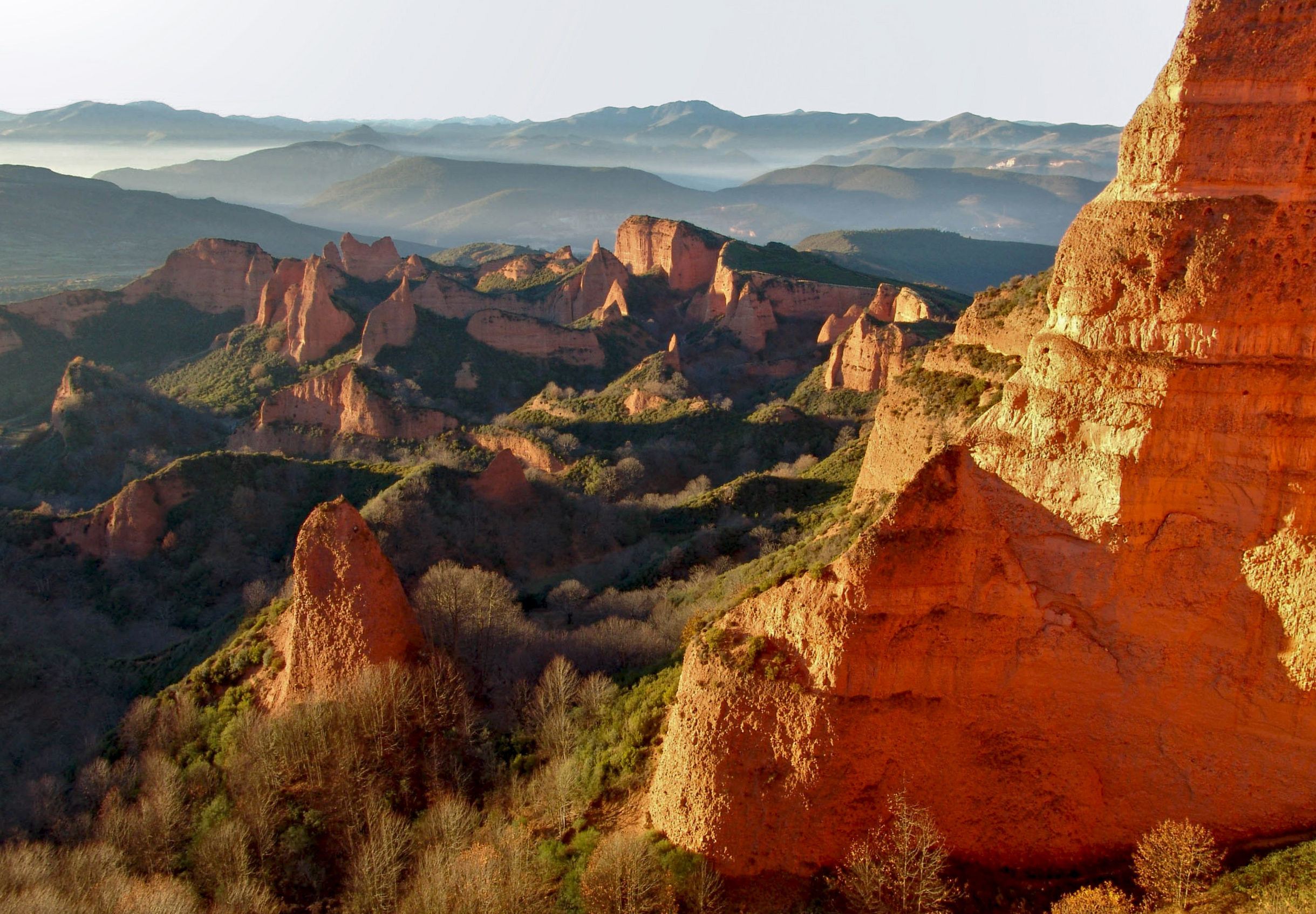
Séquelles minières : les collines de Las Médulas (Espagne) ont été érodées et dévastées durant l'Antiquité romaine via l'exploitation hydraulique de l’or à vaste échelle pour fournir de l'or et d'autres métaux à l'empire.

Technique d’extraction datant des. Illustration de De re metallica (1556). [http://www.chemheritage.org Chemical Heritage Foundation

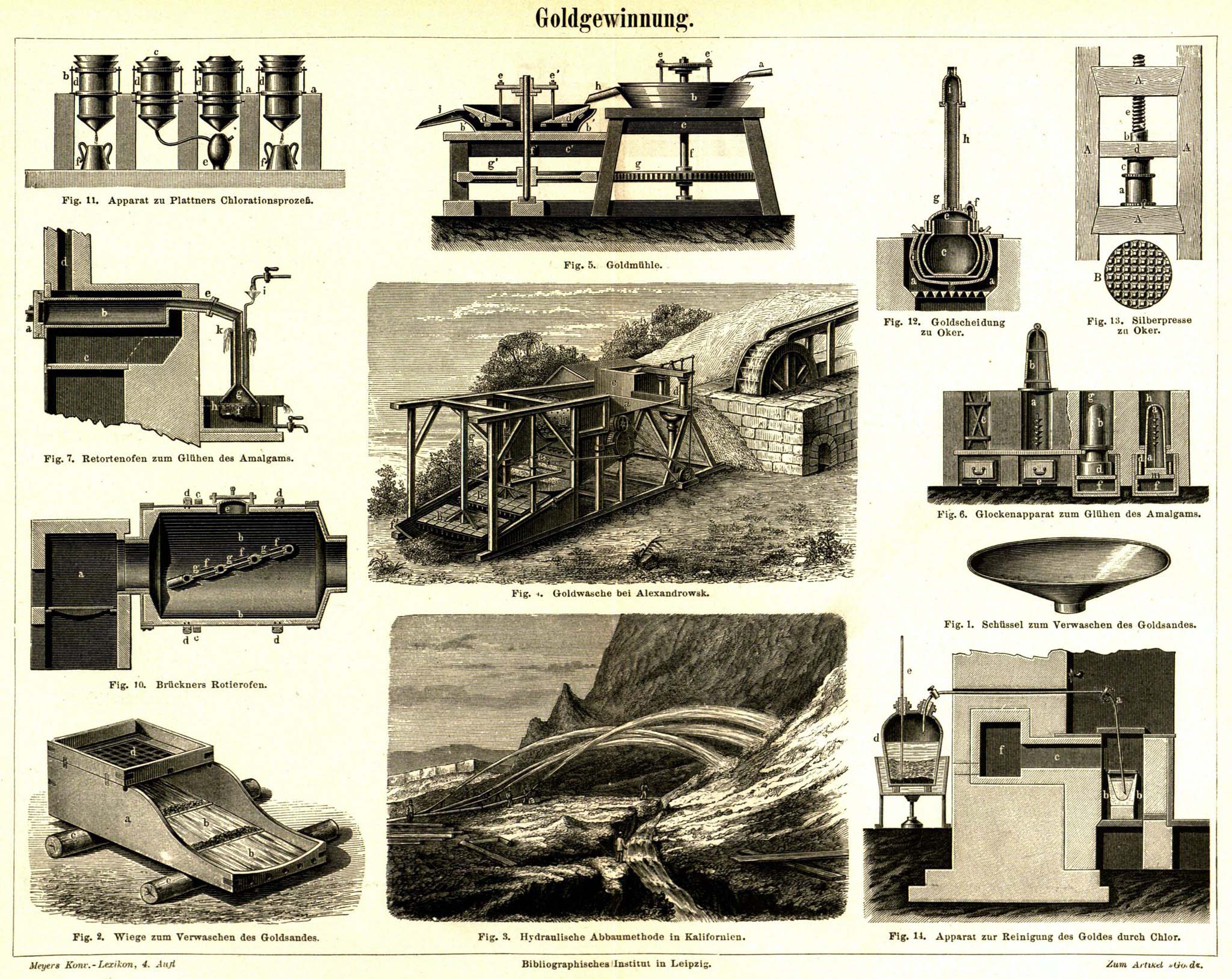
Matériel industriel du XIXe siècle (vers 1885-1890).

### Préhistoire
Les historiens ignorent la date précise et le lieu où l’extraction d’or a commencé, mais certains des plus anciens objets en or connus ont été trouvés dans la nécropole de Varna en Bulgarie, tombes datées de 4700 av. J.-C. et 4200 av. J.-C. Ceci suggère que l'extraction de l'or pourrait dater en Europe d’au moins 6000 ans. De nombreux objets en or datant de l'âge du bronze ont été trouvés par les archéologues, dont en Irlande et en Espagne, et il existe plusieurs sources possibles bien connues à cet or. L'une des plus anciennes mines retrouvées à ce jour[Quand ?] est située en Géorgie, à Sakdrisi (Bolnisi), identifiée en 2007 par une équipe d'archéologues allemands, cette exploitation serait liée à la culture Kouro-Araxe.

### Les Romains
Pendant l'Antiquité, les Romains utilisaient déjà des méthodes d'« abattage hydraulique » et de lessivage du sol, à grande échelle, par exemple en détournant des torrents pour mettre au jour les veines d’or pour extraire le minerai de vastes dépôts alluviaux, comme ceux de Las Medulas et du district de la Valduerna (Léon) en Espagne. Les mines étaient alors sous le contrôle de l'État, mais ont aussi pu être louées à des entrepreneurs privés, comme le Marianus Mons en Bétique.
L'or a constamment été un moyen d'échange, le plus courant au sein de l'Empire romain, justifiant plusieurs des conquêtes ou projets d'invasions dont celle de la Grande-Bretagne par Claudius au Ier siècle apr. J.-C. (bien qu'il n'y ait ensuite eu qu'une seule mine d'or romaine connue, celle de Dolaucothi dans l'Ouest du Pays de Galles). L'or aurait été l'une des premières motivations de la campagne romaine en Dacie quand les Romains ont envahi la Transylvanie (actuelle Roumanie) au IIe siècle de notre ère. Les légions y ont été conduites par l'empereur Trajan dont les exploits sont relatés par la colonne Trajan à Rome.  En vertu des lois établies dans l’est de l’Empire romain par l’empereur Justinien, de grandes quantités d'or ont été extraites par des ouvriers et des esclaves sous le joug des Romains dans les Balkans, en Anatolie, en Arménie, mais aussi plus au sud en Égypte et en Nubie.

### L'Inde
L'Inde pratique également depuis longtemps la métallurgie de l’or. En Inde, dans la zone des champs aurifères de Kolar, dans le district de Kolar, de l’État de Karnataka, en Inde, l'or a été extrait depuis le IIe et le IIIe siècle apr. J.-C. jusqu’à nos jours, d’abord en creusant des petits trous dans le sol et plus récemment via une exploitation industrielle.  Des objets façonnés en or ont été trouvés dans les fouilles archéologiques d’Harappa  dans l’actuel État du Penjab au nord du Pakistan, ainsi qu’à Mohenjo-daro (l'une des plus grandes cités de l'âge du bronze indien, construite par la civilisation de la vallée de l'Indus). De l'argent était également extrait comme sous-produit du minerai d'or. L’analyse chimique des impuretés présentes dans l'or de Harappa permit de tracer son origine : il aurait été extrait à Kolar (11 % d’argent, taux qu’on ne trouve que dans le minerai de Kolar [réf. nécessaire]). Au Ve siècle de notre ère, de l’or était extrait à Kolar jusqu’à une profondeur de 50 mètres par l’Empire Gupta. Puis  la dynastie des  Chola (IXe et Xe siècles)  a fait prendre à l’exploitation aurifère une ampleur supplémentaire.  Le métal  précieux a ensuite continué à y être exploité par les rois de l'Inde du Sud du XIe siècle, par le royaume de Vijayanagara (1336-1560) et plus tard par le sultan Tippu, le roi de l’État de Mysore et enfin par les Britanniques puis à nouveau par l’Inde. Il a été estimé que ce gisement a fourni plus de 1 000 tonnes d’or[réf. nécessaire].

### En Europe
La plus grande production médiévale européenne d'or aurait été celle du champ aurifère slovaque de Kremnica. Des mines d'or existaient dans toute l'Europe aux XII et XIIIe siècles, mais beaucoup ont rapidement été surexploitées, causant une chute de la production européenne. La production remontera au XVe siècle grâce aux progrès techniques, par exemple en Basse Silésie.

### Ruées vers l'or et gisements récents

#### AuXIXesiècle
L’appât du gain combiné aux progrès des transports et des communications précipite des centaines de milliers de personnes dans plusieurs  «  ruées vers l'or » , au Brésil, puis en Amérique du Nord, et enfin dans des régions de plus en plus hostiles (Alaska, Nord-Ouest Canadien, désert australien). De grandes migrations de mineurs et de leurs familles font naître des villes champignons, dans des conditions souvent anarchiques, sources de violences et de dégâts environnementaux parfois encore visibles. La ruée vers l'or en Californie démarre en 1849, suivie de la ruée vers l'or au Victoria (en Australie de 1851 à la fin des années 1860), alors que la ruée vers l'or du Klondike est caractérisée par l'afflux brutal d’environ 100 000 prospecteurs dans les régions difficiles du Yukon et de l’Alaska de 1896 à 1899. En Afrique, la découverte d'or dans le Witwatersrand est à l’origine de la seconde guerre des Boers et, finalement, de la fondation de l'Afrique du Sud. 

#### AuXXesiècle
L’un des derniers grands gisements est le « Carlin Unconformity » (ou « Carlin Trend »), une formation géologique découverte au Nevada (États-Unis) en 1961. Plus récemment, la Guyane et le Surinam ont aussi connu des afflux d'orpailleurs et l'arrivée de quelques grands groupes industriels d'extraction minière. 
En dehors de l'Afrique du Sud, le continent africain est depuis le début des années 2000 redevenu un terrain d'extraction. Au Ghana, où les orpailleurs sont nommés «  galamseys » (galamsayers en anglais), leur nombre était inconnu en 2009, mais estimé à 20 000 ou 50 000 selon les sources). Au Sahel (Mali, Niger, Sénégal), en Côte d'Ivoire, en république du Congo, l'extraction d'or est pratiquée par une partie de la population, concurrencée par les sociétés minières occidentales, dans un climat d'incertitude politique. 
Au Brésil, ces travailleurs sont appelés garimpeiros. Ils peuvent (souvent illégalement) passer les frontières pour aller orpailler en Guyane ou au Surinam par exemple.

## Méthodes d'extraction

### La méthode des «placers»
Elle exploite des gisements alluviaux (les « placers ») où l’on récupère des paillettes d’or. Elle implique de mobiliser et laver de grandes quantités de sable et de graviers, et de disposer d’importantes ressource en eau.

#### Méthode de la batée

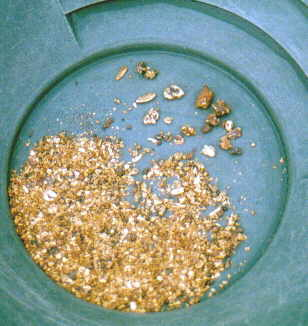
« Paillettes » et « pépites » d'or dans une batée (Alaska).

L’extraction à la batée (outil et récipient en forme de cuvette arrondie ou de « chapeau chinois ») est une méthode essentiellement manuelle de tri de sable, vase, graviers et particules selon leurs poids, en conservant les plus lourdes (où l’on retrouvera l’or ou des métaux lourds s’ils sont présents).
La batée est souvent directement utilisée dans le lit de cours d’eau, en lui donnant un mouvement tournant qui grâce à la force centrifuge permet de séparer les paillettes du sédiment ou d’autres matériaux. C’est la méthode la moins coûteuse, la plus légère et la moins dégradante pour l’environnement (aucun produit chimique), mais elle est fastidieuse et très rarement rentable pour les prospecteurs. Elle est souvent présentée aux touristes et parfois pratiquée comme loisir par des amateurs.

#### Lavage(Sluicing)

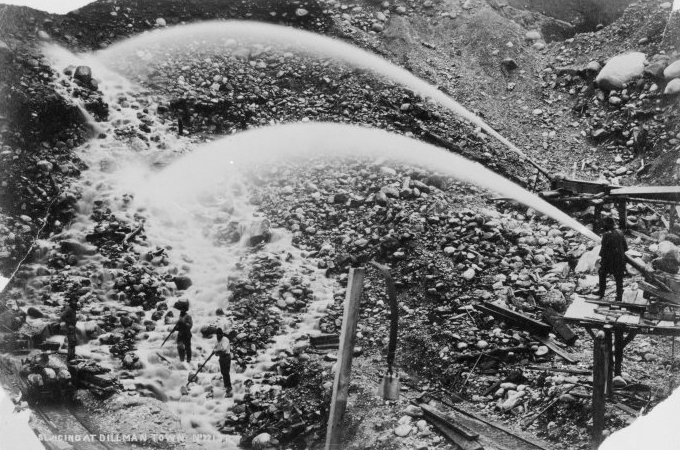
Extraction hydraulique, Dilban Town, Nouvelle-Zélande dans les années 1880.

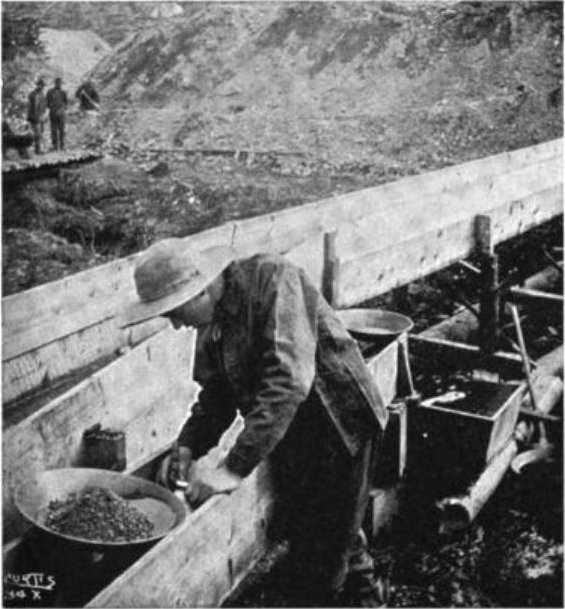
Récupération des particules plus lourdes dans le canal décanteur (Ouest de l'Amérique du Nord, années 1900).

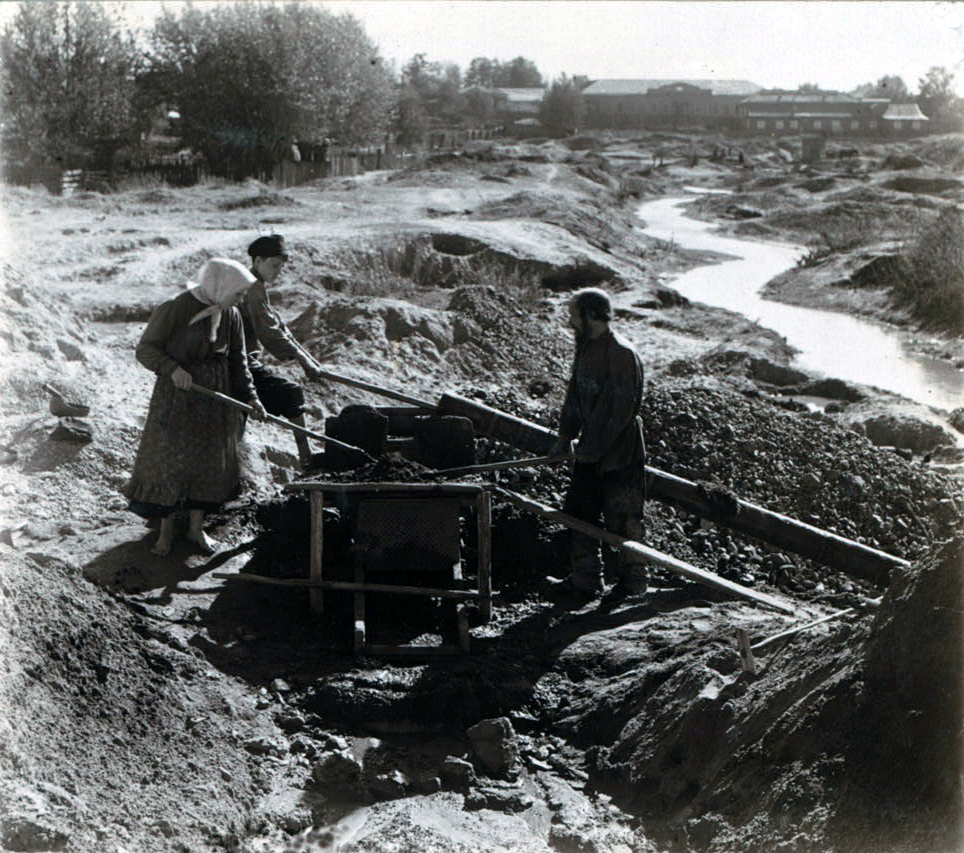
Mineurs lavant de la terre pour y chercher de l'or près de Beryozovsky en 1910.

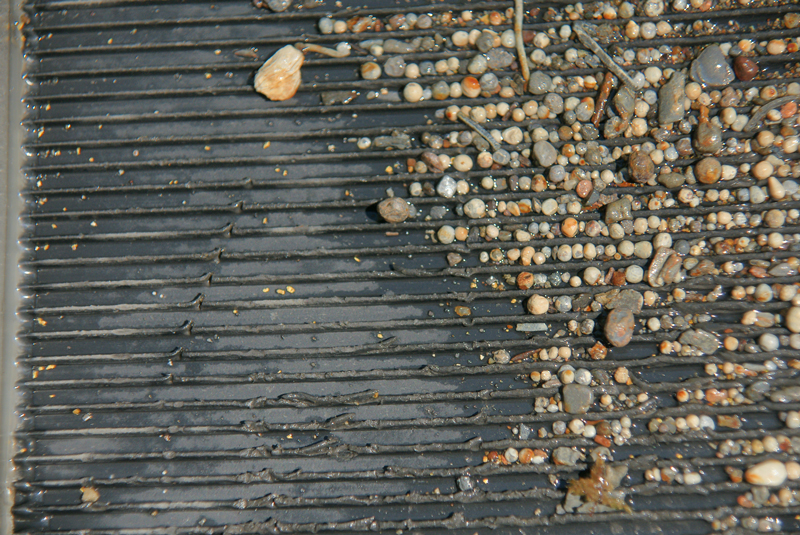
Les petits points (à gauche) sont des paillettes d'or.

La prospection minière à petite échelle utilisait couramment des rampes de lavage (dites boites d’écluse ou pour les anglophones sluice box ou sluice ou longtom) constituées d’un canal artificiel de bois dans lequel on fait  couler un mélange de sédiment à traiter et d’eau pour en extraire l’or.
Le fond de la boîte était constitué d’une série de radiers disposés de manière à créer des zones de moindre courant où se déposaient les particules d’or plus lourdes que le reste des matériaux.
La boite devait être disposée près d’un cours d’eau ou il fallait dévier un cours d’eau pour l’alimenter. Cette technique permet aussi de récupérer de petites particules encore présentes dans des stériles minières. Plus tard les radiers ont été complétés de moquettes synthétiques dont les fibres retiennent les très petites particules.
Les entreprises de plus grande importance utilisaient sur les « placers » des installations industrielles de criblage (trommels) pour séparer les roches et graviers des particules fines et concentrer le travail d’extraction de l’or sur ces dernières, dans une boîte d'écluse ou des systèmes plus « industriels ».
Les opérations étaient initialement manuelles, puis des  moteurs diesel, des engins de terrassement, des pompes et de gros engins (grues, bulldozers, tapis roulant et autres camions spéciaux) ont été utilisés.

#### Méthode du dragage
La drague est soit un navire-drague soit une barge ou un ponton équipé de manière adéquate pour remonter par godets ou pour aspirer par succion d'eau et de sédiments (drague aspiratrice ou succion dredge) les matériaux constituants le lit de fleuves ou de rivières afin de le traiter.
Les alluvions sont déversées sur une « rampe de lavage » disposée sur un radeau et la boue et les matériaux non retenus sont directement rejetés à l’eau.
Une vaste gamme de matériels a été développée pour ces usages, allant de grandes unités industrielles à de petites unités artisanales manipulées par deux personnes.
Si cette méthode n’utilise pas de produit chimique elle est très destructrice pour les fonds de cours d’eau et source d’une forte turbidité qui dégrade ces mêmes cours d’eau. Cette activité est source de conflits avec les pêcheurs ou les populations autochtones.
Ainsi aux États-Unis, les « permis de dragage » délivrés dans les zones aurifères sont saisonniers. Les périodes de fermetures de la recherche de l’or, correspondent aux périodes d’ouverture de la pêche afin de limiter les conflits entre ces deux usagers des cours d’eau et aux périodes de frai de certaines espèces. 
Dans certains États, comme le Montana, la procédure d'autorisation a été étendue, nécessitant aussi l’autorisation de l’US Corps of Engineers du « Montana Department of Environmental Quality » et des « Conseils locaux de qualité de l'eau du comté » où la demande est faite.
De grandes dragues suceuses (d’une puissance de 100 ch (75 kW) et 10 po (250 mm) sont utilisées pour l’extraction commerciale d’or dans le monde entier. De petites dragues suceuses sont plus efficaces pour extraire les fines particules que les anciennes grandes dragues à godets. De petites dragues suceuses munies de tubes d'aspiration de 50 à 100 mm de diamètre sont également utilisées par des prospecteurs pour échantillonner des secteurs non encore exploités.
Des dragages industriels de grande envergure se pratiquent aussi sur des gravières ou barres de gravier exondées en période de basses eaux, souvent alors avec des pelleteuses et des installations de criblage du gravier et des sédiments mis en suspension dans un étang temporaire. Le bassin peut être creusé directement dans la barre de gravier et rempli par pompage à partir de la nappe phréatique naturelle.
Le " gravier aurifère " est excavé à partir d'une des berges de l'étang ou exploité par une installation flottante suceuse. Les déchets sont rejetés derrière le front d’exploitation au fur et à mesure que l’exploitation se déplace de façon constante (avec l’étang) qu’elle déplace vers l’avant. Par tonne de matériau traité, ce type d’extraction de l'or a un coût relativement faible (car le gravier ou les galets ne sont déplacés qu'une seule fois) ; il est donc utilisé dans des zones peu productives, mais il n’est adapté qu’à certaines zones alluviales (avec le risque de dégâts en cas de crue subite). L’impact environnemental est réputé relativement réduit car il n’y a pas besoin de décaper de couche de terre végétale, ni de créer des terrils ou morts-terrains, le gravier étant en quelque sorte remis en place au fur et à mesure que le chantier avance, la turbidité peut être confinée à l’étang d’exploitation, dont l’eau peut être en grande partie réutilisée par l’exploitant. Des produits chimiques peuvent cependant être nécessaires pour concentrer ou traiter l'or. De telles opérations sont typiques de l'île sud de la Nouvelle-Zélande et de certaines zones de la rivière Klondike au Yukon, Canada.

#### Rocker box
La bascule (ou rocker box ou “cradle”) et une sorte de boite de bois, transportable, parfois recourbée, ouverte sur le dessus et à une extrémité et posée sur des bascules (comme un fauteuil à bascule) ou sur des rouleaux permettant de lui donner un mouvement horizontal de va-et-vient. Elle était utilisée un peu à la manière des « boîtes à écluses », mais avec une faible quantité d’eau. L'eau, animée d’un mouvement de va-et-vient sépare lors de son chemin dans la boite les particules les plus lourdes, qui se retrouvent au fond de la « bascule ».

### Mines ouvertes ou souterraines

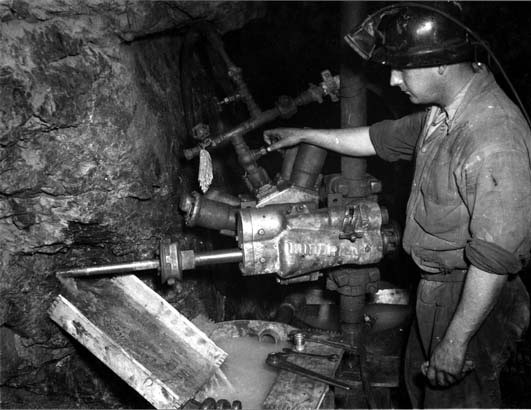
Mine de l'Associated Gold Mine, Kalgoorlie en Australie, ici en 1951.

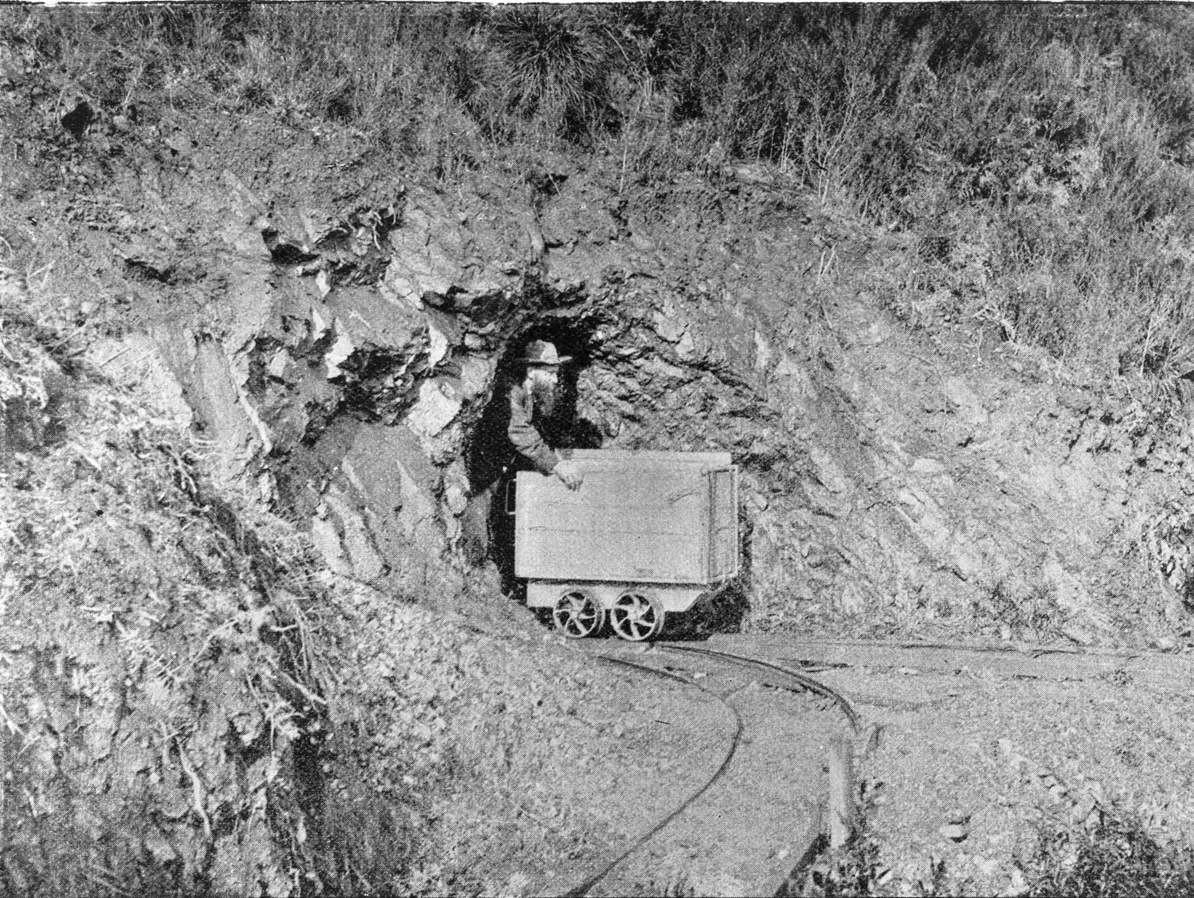
Extraction d'or dans la péninsule de Coromandel, en Nouvelle-Zélande, dans les années 1890.

Il s’agit ici d’extraire l’or piégé dans la roche et non celui qui en a déjà été libéré par l’érosion et que l’on peut retrouver dans les sédiments. C’est à partir de ces mines qu’a été produit la plupart de l'or extrait et aujourd’hui disponible dans le monde.
Il s’agit parfois de mines à ciel ouvert comme la mine de Fort Knox au centre de l'Alaska, ou de la mine de la Barrick Gold Corporation, l'une des plus grandes mines d'or à ciel ouvert d'Amérique du Nord, située sur sa propriété de la mine de Goldstrike, au nord du Nevada.
D'autres mines d'or sont des mines souterraines, où le minerai est extrait via des réseaux de tunnels et d’ascenseurs. 
C’est en Afrique du Sud que sont les mines d’or les plus profondes (jusqu'à 3,900 mètres (12,800 pieds) sous terre). 
À de telles profondeurs, la chaleur est insupportable pour l'homme et l’air (pollué par le radon cancérigène et les poussières) doit être constamment renouvelé.
La première mine alimentée par de l'air climatisé l'a été en 1934 ; c'est la mine profonde de Robinson, qui était alors la mine la plus profonde du monde (pour l’or comme pour n’importe quelle ressource non pétrolière ou gazière).

### Sous-produits ou  productions connexes
L'or n’est jamais le seul métal ou minéral intéressant dans une roche mère, et il est même rarement le produit principal des grandes mines. Ces dernières extraient conjointement à l'or du minerai de cuivre, de plomb, d’argent, de zinc et des métaux plus rares qui coexistaient avec l’or. Parfois c'est l'or qui est le sous-produit. Des carriers exploitant du sable ou du gravier peuvent parfois récupérer un peu d’or au cours des opérations de lavage de leurs sables et graviers, comme les opérateurs exploitant les alluvions de la région de Denver, Colorado.
La plus grande mine d’or du monde (mine de Grasberg en Papouasie en Indonésie) est elle aussi et principalement une mine de cuivre.

## Traitement du minerai d'or

### Procédés de cyanuration de l'or
La découverte des procédés chimiques de cyanuration de l'or a permis d’augmenter la quantité d’or récupérée par l’industrie minière.
L'extraction d'or (et/ou d’argent) au cyanure est de plus en plus utilisée car elle permet de récupérer les molécules ou fines particules d’or au sein même de la roche finement broyée via une solution de cyanure de sodium. 
Quand le cyanure a extrait l'or, du zinc est ajouté à la solution ce qui cause une précipitation du zinc résiduel ainsi que de l'argent et de l'or. Le mélange est ensuite passé à l'acide sulfurique qui dissout le zinc, mais non l’or ni l’argent. 
La boue résiduelle est ensuite fondue en un lingot, ce qui permet de vaporiser le mercure éventuellement présent. 
Ce lingot étant encore riche en impuretés, il est envoyé dans une raffinerie métallurgique qui après un traitement adéquat obtiendra de l’or et/ou de l’argent presque purs (pureté jusqu'à 99,9999 %) et éventuellement d’autres métaux commercialement précieux.
Dans les années 1970 le traitement a été amélioré avec du charbon activé utilisé dans l'extraction de l'or à partir de la solution de lixiviation, les particules ou nanoparticules d’or étant absorbées dans la matrice poreuse du charbon. Le charbon actif ayant une surface interne très importante (15 grammes de charbon activé offrent une surface développée de contact comparable à la surface du terrain de cricket de Melbourne Cricket Ground ( 18 100 m2). L'or peut ensuite être séparé des chaînes d’atomes de carbone en utilisant une solution concentrée de soude caustique et de cyanure, lors d'un processus nommé « élution ». L'or est ensuite étalé sur de la laine d'acier par électrolyse.
Des résines échangeuses spécifiques peuvent aussi extraire l’or et remplacer le charbon activé, notamment s’il faut séparer l’or d’autres métaux également présents dans le charbon activé (du cuivre souvent).
La technique de « dissolution alcaline avec cyanure » a été fortement développée à la fin du XXe siècle, car appropriée aux minerais à faible ou très faible teneur en or (exemple : moins de 5 ppm d'or), tout en permettant aussi la récupération de cuivre ou d’argent. 
Son utilisation n'est d’ailleurs pas limitée à ces minerais.
Son inconvénient est qu’elle présente de graves risques environnementaux liés à la toxicité aiguë des composés de cyanure impliqués, pour l’Homme, comme pour la plupart des autres espèces. 
L’un des accidents récents les plus graves a été celui de la mine de Baia Mare où en 2000 à la suite de la rupture d’une digue de barrage d’un bassin de décantation/ retraitement des déchets miniers, environ 100 000 mètres cubes d'eaux usées polluées par des boues riches en métaux lourds et en cyanures (122 t environ de cyanure) ont pollué la rivière Tisza, y tuant une grande partie de la faune. La plupart des pays ont renforcé leur législation sur la gestion de ces  cyanures qui doit être détruit par les industriels dans des unités spéciales de stockage, mais il est difficile d'empêcher les oiseaux de se poser dans les bassins.

## Économie et commerce de l'or
L'or est avec quelques métaux très demandés (ex. : platinoïdes pour l'industrie des catalyseurs..) le plus recherché, avec 47 % des dépenses mondiales d’exploration minière qui lui sont consacrées (en 2006), ce taux pouvant largement dépasser les 50 % dans certains pays (ex. : plus de 60 % au Québec en 2005 )
Au début des années 2000, c'est la joaillerie qui reste, et de loin, le premier moteur de la demande mondiale pour l'or : plus de 80 % de l’or extrait chaque année est transformé en bijoux,.
Le commerce de l'or de première fusion (issu des mines) concerne de nombreux pays et acteurs. Il dépend d'une large gamme de méthodes d'extractions, de la plus artisanale (encore faite à la batée) à la plus industrielle, qui mobilise d'énormes investissements financiers.

### Petites opérations

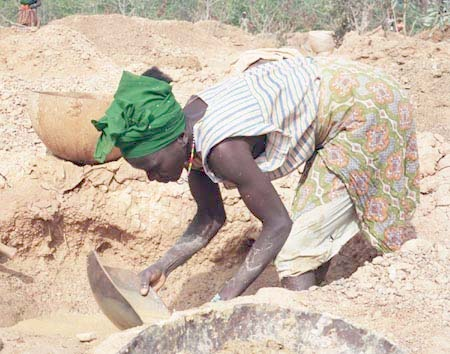
Femme creusant à la recherche d'or, près de Siguiri (Guinée).

Si en termes de tonnage, la plupart de l'or est produit au début du XXIe siècle par quelques grands groupes miniers industriels qui (à la tonne de minerai extraite) emploient très peu de personnel, des dizaines de milliers de personnes travaillent de façon indépendante dans les petites opérations artisanales en orpaillant pour leur compte ou pour de petits patrons locaux, souvent de manière informelle et parfois illégalement.
Dans les zones alluviales et/ou en forêt tropicale pluvieuse, ce travail artisanal s'effectue en surface, alors qu'en zones sèches, ces mineurs creusent des puits pour tenter de trouver ou suivre des filons aurifères dans le sous-sol. Ils ne bénéficient généralement que d'une très faible protection en matière de santé au travail et de sécurité (comme l'a par exemple montré l'effondrement le 12 novembre 2009 d'une mine illégale au Dompoase, dans la région Ashanti au Ghana. Cet accident a tué 18 personnes. Beaucoup de femmes et d'enfants travaillent dans ce type de mine comme porteur notamment.

## Principales mines d'or
Les principaux sites miniers aurifères dans le monde (en 2007) :
- Mine de Grasberg (Indonésie) : 84 tonnes d'or par an (exploitée par Freeport-McMoRan)[21].
- Mine de Yanacocha (Pérou) : 80,9 tonnes d'or par an (exploitée par Newmont Mining)[21].
- Goldstrike Property (Nevada) : 52,5 tonnes d'or par an (exploitée par Barrick Gold)[21].
- Driefontein (Afrique du Sud) : 35,7 tonnes d'or par an (exploitée par Goldfields)[21].
- Kloof (Afrique du Sud) : 28,4 tonnes d'or par an (exploitée par Goldfields)[21].
- Noligwa (Afrique du Sud) : 19 tonnes d'or par an (exploitée par AngloGold Ashanti)[21].
- Mponeng (Afrique du Sud) : 18,5 tonnes d'or par an (exploitée par AngloGold Ashanti)[21].
- Beatrix (Afrique du Sud) : 18 tonnes d'or par an (exploitée par Goldfields)[21].
- Mine de Porgera (Papouasie-Nouvelle-Guinée) : 16,8 tonnes d'or par an (exploitée par Barrick Gold)[21].
- Val Reefs (Afrique du Sud) : [Combien ?]tonnes d'or par an (exploitée par AngloGold Ashanti)[21].
- Tau Tona (Afrique du Sud) : 15 tonnes d'or par an (exploitée par AngloGold Ashanti)[21].
- Kopanang (Afrique du Sud) : 14 tonnes d'or par an (exploitée par AngloGold Ashanti)[21].
- Sadiola Hills (Mali): 6 tonnes d'or par an (exploité par AngloGold Ashanti)[21].
- Mine d'Amesmessa (Algérie): 3 tonnes d'or par an (exploité par Enor)[22].

## Extraction de l'or et santé des mineurs
À cause de la poussière et le fait que l'or est souvent associé à la silice, la silicose est l'une des maladies qui peut toucher les poumons, des mineurs exploitant les filons d'or. Un autre risque est celui d'une intoxication chronique (voire aiguë) par l'arsenic.
Les orpailleurs sont quant à eux exposés à l’hydrargyrisme, induit par l'exposition au mercure. D'anciens sites miniers aurifères peuvent rester longtemps pollués par le mercure.

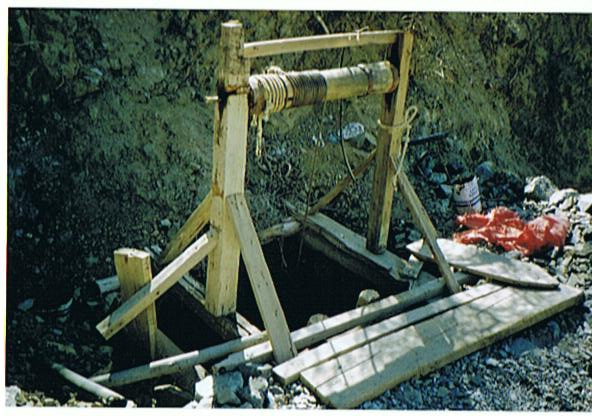
Entrée de puits artisanal (Chili).
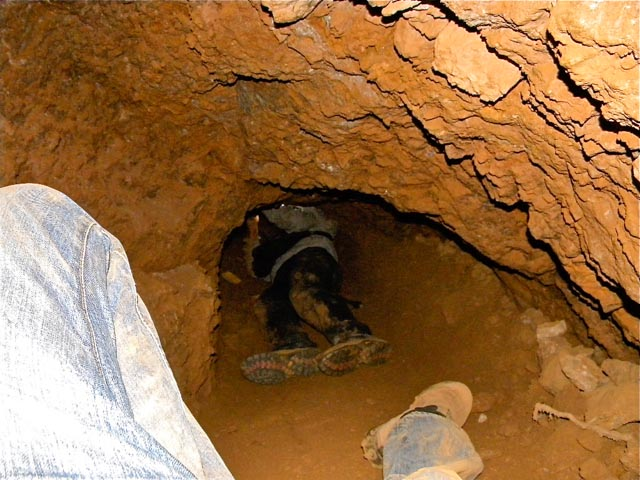
L'extraction artisanale, dangereuse pour la santé et la vie des mineurs (province de Mpumalanga, Afrique du Sud).
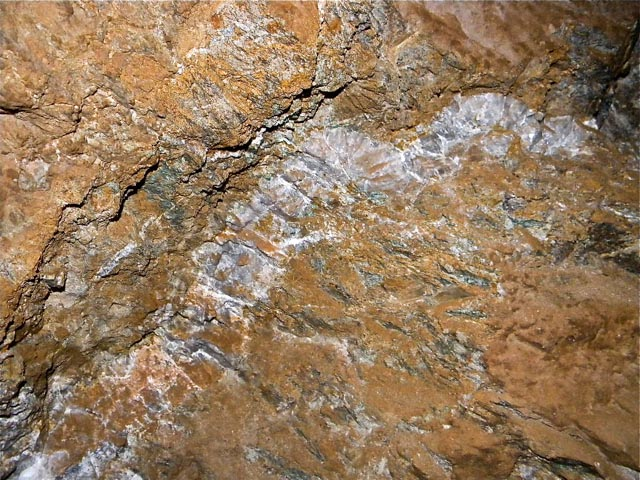
Veine aurifère et trace de burin. La poussière est cause de silicose.

## Extraction de l'or et environnement

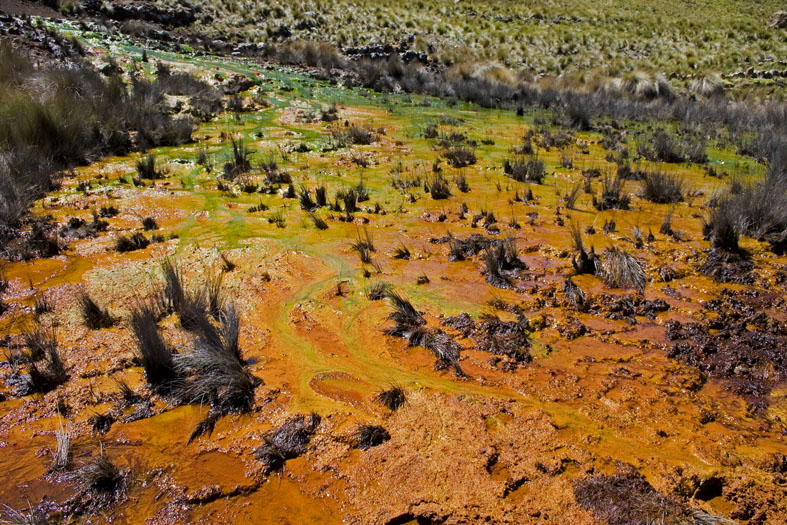
Malgré le choix de plantes adaptées au contexte, 10 ans après l'arrêt de l'exploitation de Maqui maqui (mine d'or de Yanacocha), sur le passage des eaux lixiviant les déchets miniers, la revégétalisation du site est localement inhibée par la toxicité des lixiviats (ici : mai 2006).

L'activité minière aurifère est source d'impacts et d'enjeux environnementaux et sanitaires considérables, variables selon le contexte écologique, les méthodes d'extraction et le type de "minerai". Les impacts et enjeux sont notamment paysagers, sanitaires, écologiques, hydrogéologiques. Divers moyens d'analyse des risques ont été produits, par exemple basés sur une évaluation du danger, puis une évaluation du risque d'exposition à ces dangers (des humains, des animaux, de l'écosystème), puis une évaluation des problèmes de toxicité, d'écotoxicité ou d'impacts en matière d'écologie du paysage ou « de la relation dose-réponse et la caractérisation du risque ». avant, pendant et après l'exploitation.
Il n’existe pas actuellement de moyen de produire des quantités importantes d’or sans conséquences pour l'environnement. Les risques les plus souvent cités sont le « relargage incontrôlé d'effluents miniers acides (EMA) » les rejets de métaux lourds et de cyanures, deux types de substances potentiellement dangereuses, pour le long ou très long terme éventuellement concernant les métaux et métalloïdes. Les matières en suspension (MeS) rejetées dans les cours d'eau sont également sources d'une turbidité et d'éventuels colmatages de frayères, qui contribuent à dégrader les écosystèmes aquatiques.
De plus, le fait d'exploiter des minerais de plus en plus pauvres, conduit à augmenter la quantité de déchets accumulés par tonne d'or produite, ce qui pose de nouveaux et constants problèmes d'évaluation environnementale. Pour le géologue minier Louis R. Bernier, une nouvelle gestion des risques et des rejets devrait prendre ce paramètre en considération.

### Durant le temps de l'activité extractive
Les principaux problèmes sont :
- La toxicité aiguë des cyanures [34]. Par exemple le Ghana avait déjà connu en 2001 et les années précédentes 8 accidents impliquant les cyanures, dont un rejet de cyanure de la mine d'or de Teberebie qui avait tué en juin 1997 les animaux de la rivière Angonaben et privé de nombreux habitants et agriculteurs d'eau[35] et une catastrophe de grande ampleur est survenue le 16 octobre 2001 lorsqu'une digue retenant des stériles pollués s'est rompue dans une mine appartenant à la société sud-africaine Goldfields Ltd (Mine de Tarkwa, gérée par Gold Fields Ghana Ltd)[35],[36]. La gestion de la pollution au cyanure (qui se fait généralement en répandant du chlore dans l'eau polluée afin de détruire le cyanure contribue elle-même à une pollution secondaire[36].
Leur dégradation chimique nécessite d'utiliser des produits qui sont également des polluants. Des traitements biologiques, plus doux sont expérimentés et mis en œuvre depuis quelques années, dont pour la remédiation et le traitement des déchets industriels[37], mais ils nécessitent du temps et ne permettent pas de traiter une pollution aiguë.
- La toxicité aiguë et chronique du mercure. Ce métal a la double propriété - à température ambiante - d'être liquide et d'intimement s'amalgamer avec les plus petites particules d'or. Pour cette raison, et bien qu'il soit extrêmement toxique, il est très souvent utilisé (légalement ou non) par les orpailleurs pour collecter les fines particules de métal de la vase et du sable (qu'il pollue au passage). L'or est ensuite extrait en faisant évaporer le mercure de l'« amalgame ». Ce processus très dangereux en raison de la toxicité des vapeurs de mercure pour l'Homme et l’environnement. Une fois condensé dans l'environnement, il peut être transformé par les bactéries en méthylmercure encore plus toxique et plus bioassimilable. Il pourrait théoriquement et dans tous les cas en grande partie être récupéré par condensation, mais ceci complexifie les opérations, nécessite du matériel supplémentaire, ce qui fait que les orpailleurs rejettent souvent le mercure dans l’environnement.
- La destruction d'habitats naturels (sur le lieu de la mine et le lieu de stockage des stériles)
- Le morcellement écologique : L'extraction sur les cours d'eau est souvent destructrice pour le lit du cours d'eau. Et ailleurs, les sites miniers les plus accessibles ayant été déjà exploités, les industriels doivent s'enfoncer plus loin en forêt ou dans des zones inaccessibles. 
Hormis en forêt humide où les fleuves sont utilisés comme voies de transport, avec le renfort éventuel d'avions ou hélicoptères, les industriels réclament ou financent des routes ou des voies ferrées pour transporter le minerai ou pour l'accès des gros engins aux sites miniers. Ceci se fait souvent dans des milieux écologiquement vulnérables. Ces infrastructures sont alors des facteurs supplémentaires de fragmentation écologique. Elles offrent en outre des facilités à ceux qui veulent chasser, cultiver, orpailler ou déforester (légalement ou illégalement) les milieux naturels qui bordent la route, d'où ils pénètrent plus facilement dans des zones périphériques de plus en plus éloignées.
- En termes d'écobilan et en particulier d'empreinte énergétique, d'empreinte eau et d'empreinte écologique, l’extraction de chaque kilo d’or mobilise aussi de grandes quantités d’énergie (fioul, électricité) et d'eau. Elle implique souvent la destruction d'habitats aquatiques, rivulaires et de forêts, contribuant à la dégradation des paysages et des écopaysages.

### Après l'exploitation
La future gestion des stériles minières et/ou l'« après-mine » est plus ou moins préparée par les exploitants. Des séquelles minières peuvent perdurer dans le temps. Elles se traduisent par :
- des affaissements miniers (ou des effondrements) problématiques et qui peuvent survenir longtemps après la fermeture des mines, et modifier le cycle de l'eau et sa qualité ;
- des phénomènes autoentretenus d’acidification (drainage minier acide, pouvant conduire à la production d'acides extrêmement forts[40]) ;
- des émissions de radon (gaz cancérigène issu de la roche mère) ;
- des relargages durables de polluants (métaux lourds et métalloïdes tels que l'arsenic à partir des stériles, etc. Les anciennes mines d'or ou leurs « stériles » sont en effet rarement stabilisés et inertés, et ils pourront souvent continuer à durablement et gravement polluer l'environnement (en particulier les eaux de surface ou de nappes)[41],[42], tout particulièrement en présence de drainage minier acide.

### Aspects sociopolitiques
Chaque nouveau projet minier, et développement minier peut bouleverser l'économie, le foncier, le territoire et la gouvernance du territoire où elle est ouverte puis fermée, souvent en générant de vives tensions. Les populations d'ouvriers miniers ou d'orpailleurs sont souvent migrantes, ethniquement mixtes et « provisoires » (le temps que le gisement soit définitivement exploité, ce qui se fait parfois en quelques dizaines d'années, voire en quelques années pour les petits gisements). Ces populations minières forment des identités socioprofessionnelles particulières, et des groupes difficiles à comptabiliser et suivre dans le temps. Il est fréquent que la population d'origine autochtone ou locale profite peu de la richesse ainsi générée mais ait à subir les conséquences.
Les codes miniers sont souvent désuets et prennent peu ou mal en compte les aspects socio-environnementaux et sanitaires des contextes miniers aurifères artisanaux, sociopolitiques et parfois illégaux du XXe siècle.
Les sociétés minières peuvent donc générer des impacts sociaux économiques, sanitaires et environnementaux fortement différés dans l'espace et dans le temps (ex. : les affaissements et/ou le drainage minier acide pourront encore avoir des effets délétères des siècles ou millénaires après l'arrêt des exploitations).  Dans un contexte de mondialisation de l'économie, le jeu des fréquentes fusions-acquisitions peut rendre difficile l'application du principe de responsabilité environnementale et sociale.